# Санта-Мария-ин-Трастевере
Санта-Мария-ин-Трастевере (итал. Basilica di Santa Maria in Trastevere) — приходская церковь в районе Трастевере, на правом берегу реки Тибр. Расположена на площади Пьяцца-ди-Санта-Мария-ин-Трастевере. Одна из самых старых церквей Рима, посвящённых Деве Марии. Относится к малым титулярным базиликам (Minor Basilica) Рима .

## История

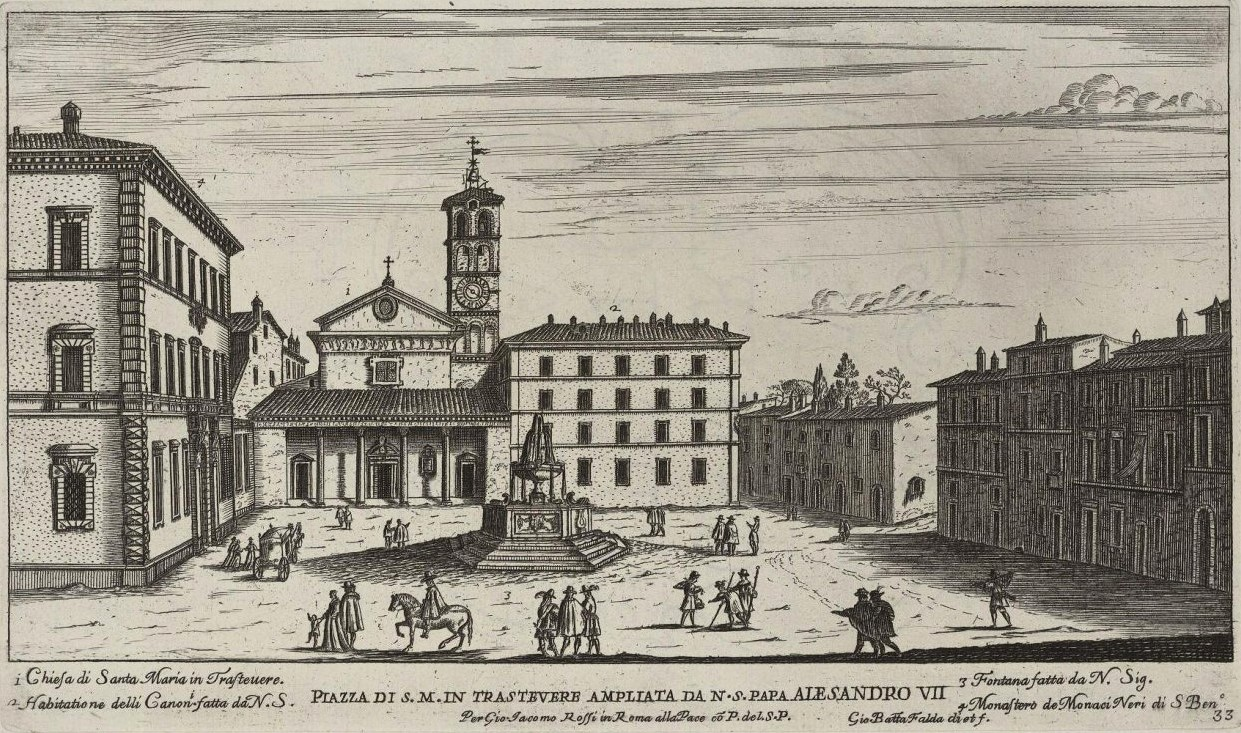
Площадь Санта-Мария-ин-Трастевере с базиликой. Гравюра 1660-х годов

Церковь была основана в III веке при Папе Каликсте I. По преданию, на этом месте неожиданно забил нефтяной фонтан. Чудо продолжалось в течение дня и жители расценили его как знамение особого благоволения к ним Иисуса Христа. В IV веке при Папе Юлии I возникла большая базилика, а в конце X века Григорий V расширил здание и построил крипту, в которой были захоронены останки святых пап Каликста, Корнелия и священномученика Калеподия Римского.
Ныне существующее здание сохранило облик постройки XII века, осуществлённой при папе Иннокентии II в 1138—1148 годах. В этот же период была возведена высокая кампанила (колокольня).
В XVI веке австрийский кардинал Марко Ситтико Альтемпс распорядился устроить в церкви капеллу Мадонны делла Клеменца (Madonna della Clemenza — Мадонны Милосердной) и сделать некоторые другие перестройки. Архитектором был Мартино Лонги Старший. В 1702 году при папе Клименте XI по проекту Карло Фонтана к главному фасаду был пристроен портик с пятью арками. Между 1866 и 1877 годами, церковь подверглась тщательной реставрации под наблюдением архитектора Вирджинио Веспиньяни.
В 2006 году председатель Отдела внешних церковных связей Русской православной церкви, митрополит Смоленский и Калининградский Кирилл подарил базилике две православные иконы Спасителя и Богоматери, ныне установленные перед алтарём. Церковь популярна и среди прихожан православного вероисповедания.

## Архитектура

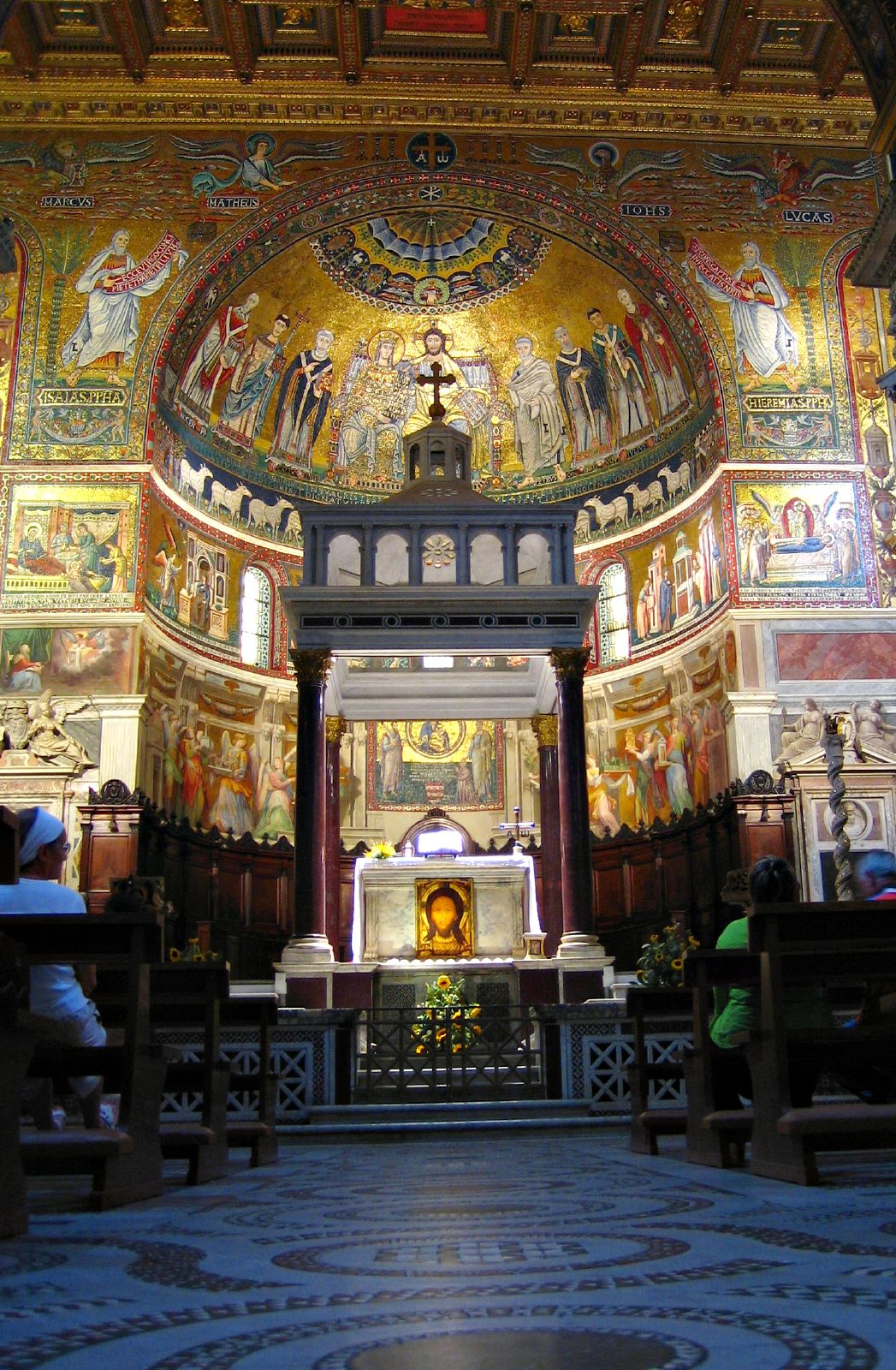
Вид на алтарь, киворий и главную апсиду

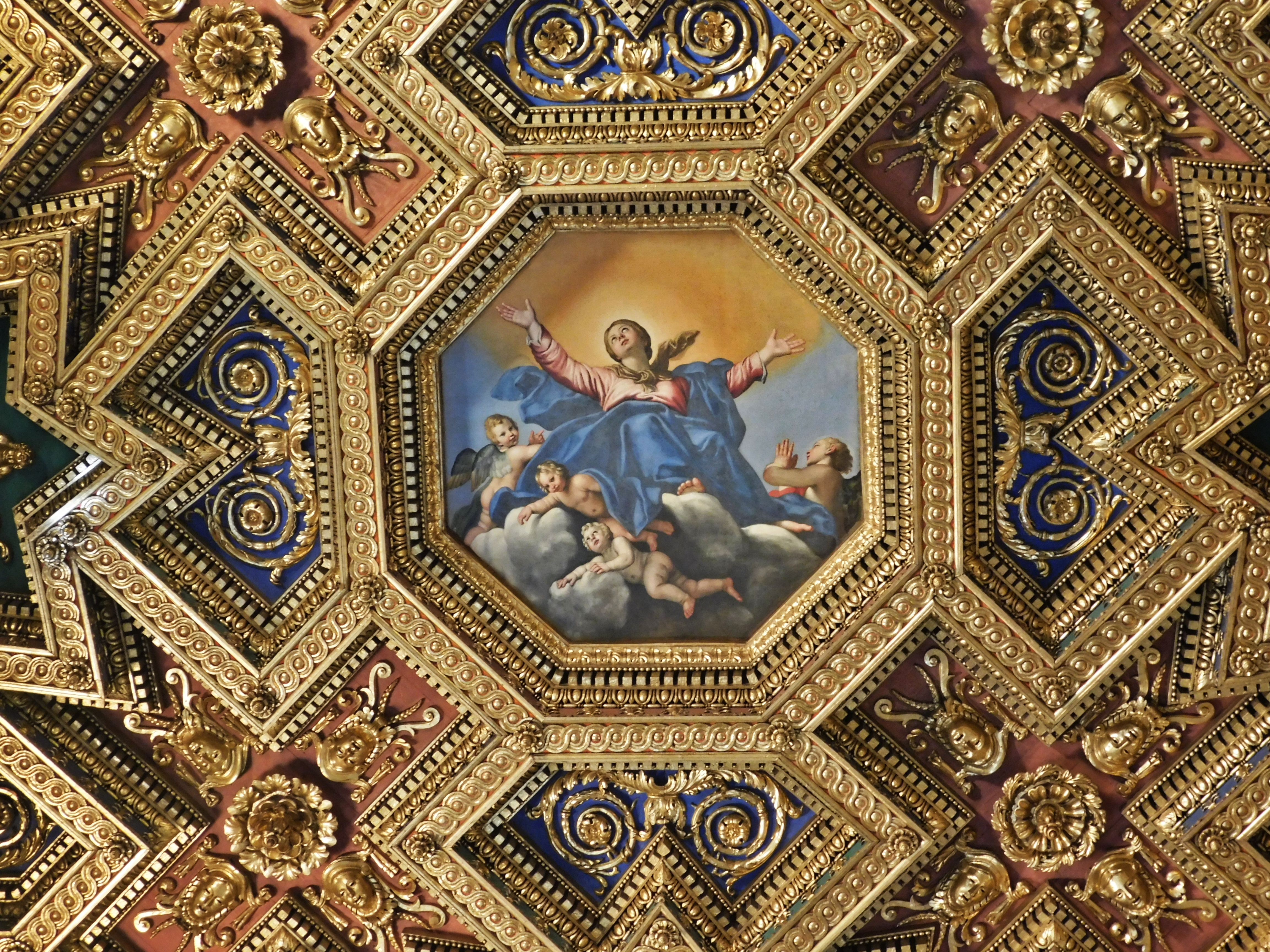
Плафон с росписью «Вознесение Мадонны» работы Доменикино

На балюстраде портика главного фасада установлены статуи святых, связанных с историей строительства храма. Внутри портика, образующего нартекс, — фрагменты росписей и архитектурных деталей, сохранившихся от прежних построек, античные рельефы и мемориальные доски.
В верхней части фасада сохранилась золотофонная мозаика XIII века: Дева Мария восседает на троне с Младенцем. С двух сторон к Ней подходят десять праведниц (по пять с каждой стороны), несущих светильники.
Внутри базилика разделена на три нефа с боковыми капеллами. Центральный неф оформлен колоннадой из 22-х гранитных колонн ионического ордера взятых из древнеримских терм Каракаллы.
В 1140 году конха апсиды была украшена мозаикой: Христос и Богоматерь восседают на троне в окружении апостолов, святых и папы Иннокентия II с макетом церкви в руках. В 1291 году мозаичный цикл был дополнен работами Пьетро Каваллини: в нижнем регистре изображены сцены из жизни Девы Марии, а по сторонам триумфальной арки изображены пророки Исайя и Иеремия, а также символы евангелистов. По сторонам нефа, над колоннадой в межоконных проёмах также имеются мозаики работы Пьетро Каваллини, изображающие сцены из жизни Богоматери. Мозаики выполнены римскими мастерами, но под очевидным влиянием византийского искусства. В апсиде, за алтарём, установлен мраморный трон епископа XII века.
Плафон оформлен рельефной позолоченной резьбой. В центральном восьмигранном клейме имеется роспись XVII века: «Вознесение Мадонны» работы Доменикино.
Первая капелла справа — Санта-Франческа Романа — посвящена святой Франческе (Франциске) Римской, в следующей капелле можно увидеть алтарную картину «Рождество Христа» работы французского живописца Этьена Парроселя. Третья капелла была посвящена святому Фридриху Утрехтскому. В 1651 году, когда настоятелем храма был кардинал Федерико Корнер (1579—1653) алтарь был заново расписан Джачинто Бранди. Капелла Авила (cappella Avila), четвёртая в левом нефе, оформлена в стиле барокко Антонио Герарди (1680). Далее находится гробница папы Иннокентия II, работа архитектора Вирджинио Веспиньяни.
Слева от главной апсиды находится Капелла Альтемпс (по имени кардинала Марко Ситтико Альтемпс) с уникальной иконой Мадонны делла Клеменца (Madonna della Clemenza — Мадонны Милосердной) датируемой VI веком (в иной датировке VIII веком), написанной в византийской манере. Капелла оформлена архитекторами Фламинио Понцио и Мартино Лонги Старшим в 1585—1589 годах.

## Титулярная церковь

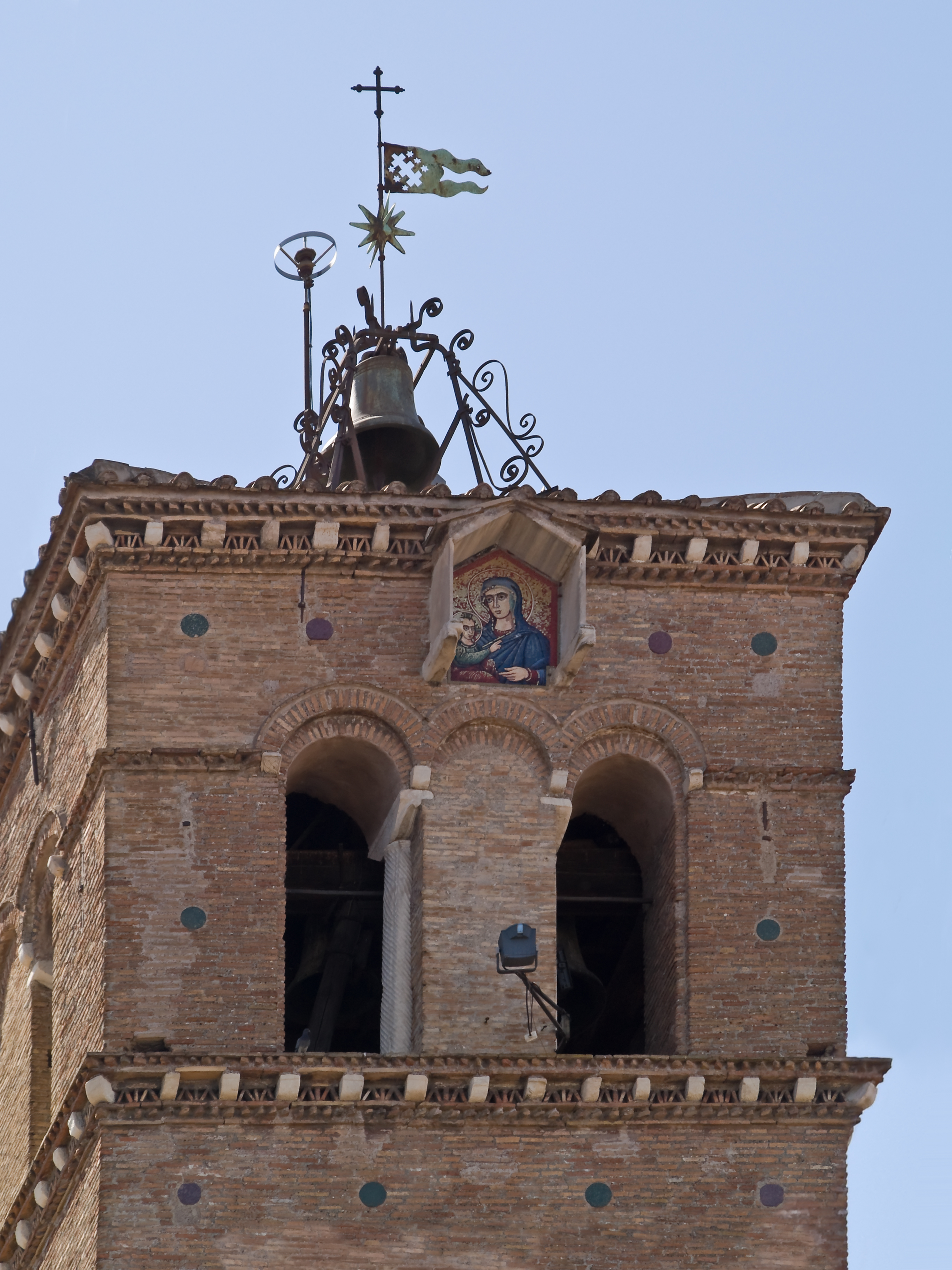
Мозаика на колокольне

Церковь Святой Марии в Трастевере является титулярной церковью, управляемой кардиналом-священником с титулом церкви Святой Марии в Трастевере.